# 죽죽 (신라 초기)
죽죽(竹竹, ? ~ ?)은 신라 초기의 군인이다. 죽령을 개척해 신라가 소백산맥 이북으로 진출하고, 이후 한국의 지역 교류에 결정적으로 기여하였다.

## 같이 보기
- 다슈라트 만지
- 죽령